# Inico
Inico, detta anche Inyco o Inycon, era un'antica città sicana della Sicilia occidentale. Secondo la leggenda al confine di questa città sorgeva Camico, fortezza del mitico re Cocalo, che proprio ad Inico ospitò Dedalo in fuga da Minosse.
Molto dibattuta è oggi la presunta locazione di Inico nell'ambito della Sicilia occidentale. Le ipotesi più probabili vogliono Inico nel territorio di Menfi o di Caltabellotta ma non si escludono i comuni di Partinico e Sant'Angelo Muxaro.

## Ubicazione

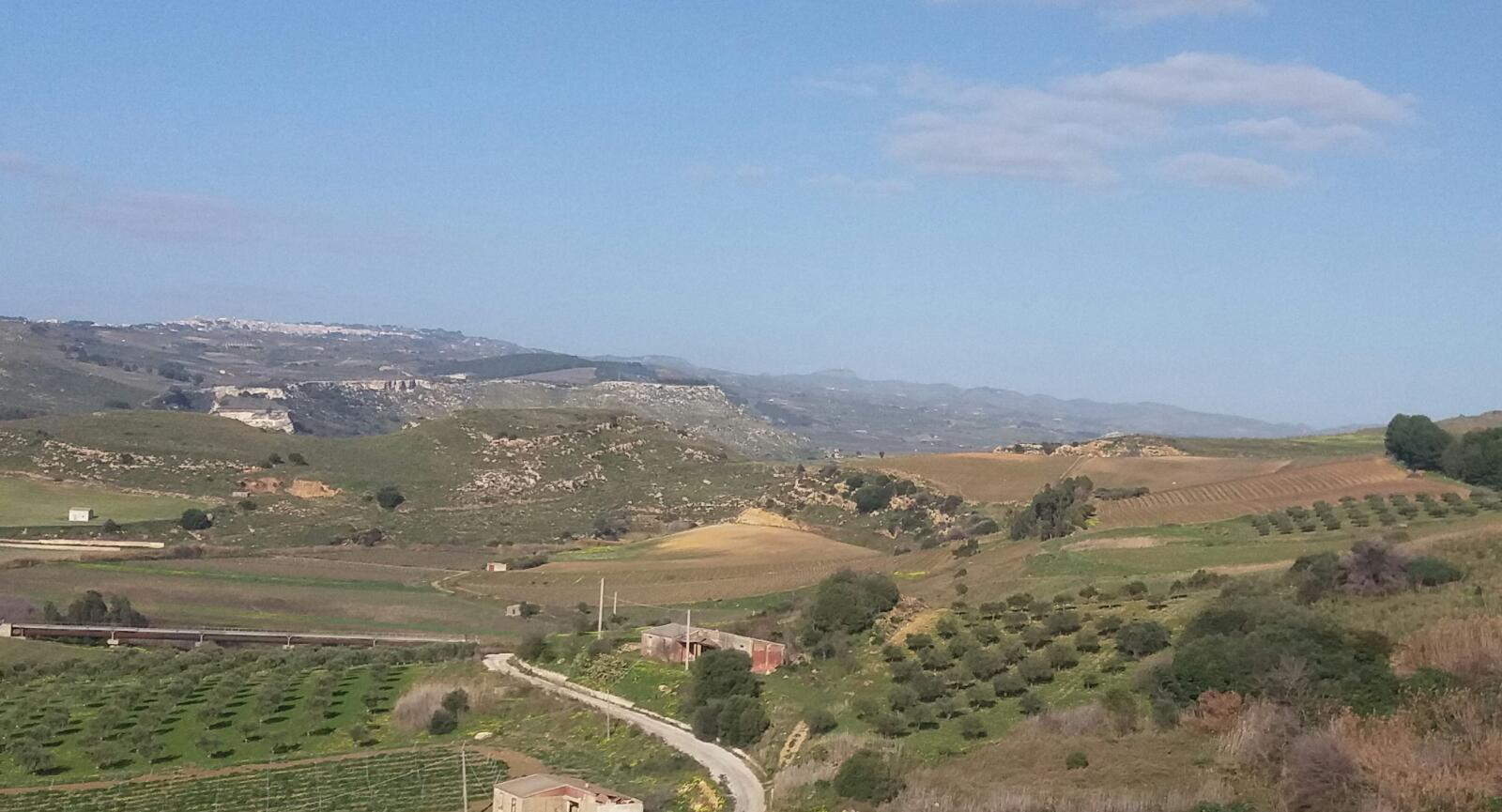
Vista del sito Montagnoli di Belìce, probabilmente sede di Inico

Inico viene principalmente posizionata, secondo studiosi locali, nei comuni di Menfi, Partinico, Alcamo o Sciacca. Diodoro Siculo scrive che: "le opere compiute da Dedalo nel regno di Cocalo si trovano nel territorio che si estende dal fiume Alabone (l'odierno Magazzolo) sino a Erice"
Nelle tradizioni locali della Valle del Belìce e dintorni, in particolare Sciacca, riecheggiano i nomi mitologici: si chiama "Grotta di Cocalo" una grotta nell'odierna contrada contadina Galati, ma una grotta vaporosa, usata a scopi terapeutici, viene detta "Antro di Dedalo".
A Mazara del Vallo venne ritrovata nel 1931 una lapide marmorea in greco, che una volta tradotta recita:
"Gli stessi consiglieri menfitani e oltre a questi il comune dei kinikoi gareggianti in affetto verso la patria offrono col proprio denaro una corona al patrono"
Questa Menfi citata nella lapide (da non confondere con l'odierna Menfi, provincia di Agrigento) sembrerebbe essere stata un villaggio romano che si trovava dove oggi c'è l'attuale Menfi. A prova di ciò nella periferia sud del paese sono stati trovati cocci e resti di vasellame appartenenti al periodo tardo-romana. Invece, secondo studiosi locali, i "kinikoi" sarebbero gli abitanti di Inico. Anche nel sito "Montagnoli" sono stati fatti molti ritrovamenti, che sembrano coincidere con quelli ritrovati a Menfi e anche questi sono della stessa epoca, l'età del ferro.
Filippo Cluverio, in seguito a viaggi in Italia, in particolare Sicilia e Sardegna, dice che Inico fosse sulla sponda sinistra del fiume Belice presso il mare.

## Storia
Non si sa molto del periodo che va dalla fondazione di Inico alla dominazione greca, quindi si può supporre che il centro divenne florido per via di scambi via mare con i Micenei e i Fenici, difatti la loro presenza è testimoniata da resti nei pressi di Porto Palo, forse insediamento fenicio, e dal ritrovamento di una statuina detta "Melquart" (o Melqart), importata dai fenici tra il XI e il X secolo a.C. Per questo si pensa che Porto Palo di Menfi fosse un antico insediamento fenicio, atto alla comunicazione con l'indigena Inico e centri siculi vicini. Ma durante la colonizzazione greca i fenici abbandonarono quest'area per andare a nord-ovest dell'isola, nei pressi di Palermo, Solunto e Mozia.

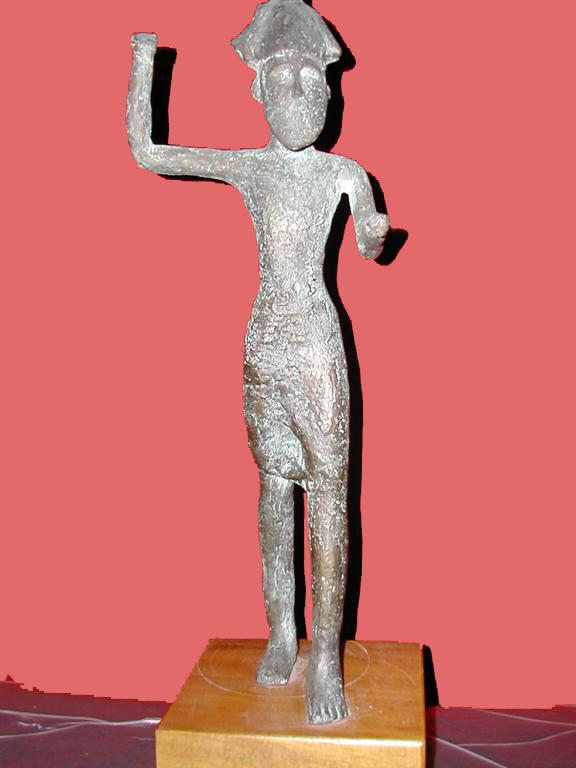
Melqart di Sciacca, trovato tra Sciacca, Porto Palo e Selinunte

Con l'inizio della colonizzazione greca della Sicilia molte città preesistenti furono assiedate, sottomesse o distrutte, a danno delle popolazioni locali, così gli iniciti (abitanti di Inico) videro crescere sempre di più le polis greche, mentre iniziava il declino della loro cittadella. Come provano, ad esempio, le battaglie tra Selinunte e Segesta, l'arrivo dei colonizzatori non fu gradito dalle popolazioni autoctone, che però finirono per arrendersi. Inico venne sottomessa da Akragas, Agrigento, e divenne parte del suo dominio, ricordando anche i potenti influssi civili e sociali di quest'ultima su vaste aree della Sicilia.
Di Inico parlano personaggi illustri come Strabone, Pausania, Erodoto e Diodoro Siculo. Più tardi Esichio scriverà:
Un altro accenno di Inico lo dà Erodoto: gli zanclesi nel 439 a.C. durante la guerra col tiranno di Reggio, chiesero aiuto a Ippocrate di Gela, che però non accorse in aiuto ma confinò il loro tiranno Scite e il fratello Pitogene ad Inico, loro città natale, come detto da Eliano, così Ippocrate divenne tiranno di Zancle.
Nel 409 a.C. Selinunte viene distrutta dai cartaginesi, che si rifugiarono ad Agrigento, da ciò pensiamo che anche Inico subì la stessa sorte.
Nella sua opera "Ippia Maggiore" Platone parla di Inico come paese piccolo ma abitato da gente ricca, da qui supponiamo la decadenza della città intorno al 400 a.C.
Tolomeo, geografo del II secolo a.C. dice che la città prese il nome di Pintia, invece secondo storici come Cluverio, Fazello lo storico locale Santi Bivona Pintia sarebbe stata un piccolo villaggio marittimo, sobborgo d'Inico, che corrisponderebbe all'odierna Porto Palo, come teorizzato in seguito a scavi nei pressi della spiaggia che rivelarono fondamenta di edifici e di un tempietto, oggi di nuovo seppelliti dalla sabbia.